# 斯特雷萨阵线

協約簽署國與納粹德國

斯特雷萨阵线（英語：Stresa Front）是1935年4月14日在意大利马焦雷湖岸边小城斯特雷萨达成的协议。签署方有法国总理皮埃尔·赖伐尔、英国首相拉姆齐·麦克唐纳、及意大利首相墨索里尼，其正式名称为《斯特雷萨会议最终宣言》，其目的为再次确认《罗加诺公约》效力，确保奥地利独立。签署方同意将阻止未来德国试图改变《凡尔赛和约》的行为（p. 62）。当年10月意大利入侵埃塞俄比亚，此事件标志着斯特雷萨阵线在签署半年后即宣告破裂。